# Coruscant
Coruscant – fikcyjna planeta ze świata Gwiezdnych wojen, stolica galaktyki oraz Imperium Galaktycznego.
Niemal cała powierzchnia planety zajęta jest przez miasto, którego ludność wynosi ok. biliona. Niewielkie niezabudowane obszary obejmują jedynie okolice czap polarnych na biegunach oraz fragment pasma Gór Manarai. Klimat planety utrzymywany jest sztucznie, m.in. przy wspomaganiu systemu zwierciadeł orbitalnych, dogrzewających okołobiegunowe obszary planety.
Dzień na planecie trwa 24 standardowe godziny, rok ma 368 standardowych dni.
Na Coruscant mieszczą się siedziby wielu ważnych instytucji, w tym Senatu Galaktycznego. Oprócz tego znajduje się tu Świątynia Jedi, a po powstaniu Imperium – Pałac Imperialny. Wtedy też planeta na parędziesiąt lat zmieniła nazwę na Centrum Imperialne. Planeta osłaniana jest podwójną tarczą planetarną, bronioną przez flotę i liczne stacje bojowe, a na niskich i wysokich orbitach okrąża ją wiele stacji kosmicznych oraz skyhooków. Import: produkty spożywcze, urządzenia, roboty, pojazdy, surowce naturalne. Brak eksportu.
Planeta przynależała kolejno do: Republiki Galaktycznej, Imperium Galaktycznego, Nowej Republiki, Yuuzhan Vongów (zmieniona nazwa na Yuuzhan'tar).